# Nowa Huta (Kraków)

Obszar dzielnicy Nowa Huta do 1990. Widoczny jest również zarys nowego podziału na dzielnice samorządowe

Nowa Huta – północno-wschodnia część Krakowa; zaprojektowane od podstaw miasto, którego budowę rozpoczęto w 1949 roku.
Zbudowano je dla pracowników mającego powstać kombinatu metalurgicznego: ówczesnej Huty im. Lenina, która od powstania w 1954 była największym zakładem przemysłowym Krakowa i jedną z największych hut w Polsce. W kolejnych latach Kombinat Metalurgiczny zmieniał nazwy na Huta im. Tadeusza Sendzimira (1990), Ispat Polska Stal SA Oddział Kraków (2004), Mittal Steel Poland SA Oddział Kraków (2005) i ArcelorMittal Poland Oddział w Krakowie (od 2 października 2007).
W 1951 gminę Mogiła wyłączono z powiatu krakowskiego i włączono do Krakowa, a następnie utworzono nową dzielnicę pod nazwą Nowa Huta. W 1990 wprowadzono nowy podział administracyjny Krakowa i na obszarze Nowej Huty utworzono 5 dzielnic samorządowych: Dzielnica XIV Czyżyny, Dzielnica XV Mistrzejowice, Dzielnica XVI Bieńczyce, Dzielnica XVII Wzgórza Krzesławickie i Dzielnica XVIII Nowa Huta.
Historię budowy Nowej Huty dokumentuje Muzeum Nowej Huty, oddział Muzeum Historycznego Miasta Krakowa mające siedzibę w dawnym kinie „Światowid”.
Liczba mieszkańców historycznego obszaru: ok. 300 tys.
Powierzchnia: 110,7 km².
W styczniu 2023 zespół architektoniczny i urbanistyczny dzielnicy Nowa Huta został uznany za pomnik historii.

## Rozwój terytorialny Nowej Huty
W momencie przyłączenia do Krakowa, 1 stycznia 1951 roku, Nowa Huta obejmowała obszar następujących miejscowości: część Batowic na południe od linii kolejowej, Mistrzejowice, Bieńczyce, Mogiła, Krzesławice, Grębałów, Zesławice, Kantorowice, Lubocza, Pleszów, Branice, Ruszcza, Wadów.
Tworząc w 1951 dzielnicę Nowa Huta, włączono do niej ponadto: wschodnią część Dąbia, Łęg, Czyżyny, skrawek Płaszowa, wschodnią część Rakowic oraz wschodni skrawek Prądnika Czerwonego. Obszary te formalnie od 1945 stanowiły część Krakowa, a faktycznie zostały do niego przyłączone jeszcze podczas niemieckiej okupacji w 1941 roku.
W dniu 1 stycznia 1973 roku do dzielnicy (a więc do miasta Krakowa) zostały włączone: część Dziekanowic położona na południe od linii kolejowej, Łuczanowice, Kościelniki, Wyciąże, Wolica, Przylasek Wyciąski, Przylasek Rusiecki.
Ostatnia zmiana granic dzielnicy nastąpiła w dniu 1 stycznia 1986 roku. Przyłączono wtedy miejscowości: Węgrzynowice oraz Wróżenice.
W 1990 Rada Miasta Krakowa podzieliła Nową Hutę na pięć mniejszych dzielnic: XIV, XV, XVI, XVII i XVIII. W 2006 Rada Miasta Krakowa uzupełniła nazwy dzielnicom o nazwy: XIV Czyżyny, XV Mistrzejowice, XVI Bieńczyce, XVII Wzgórza Krzesławickie, XVIII Nowa Huta. Dzielnica XIV Czyżyny składa się głównie z Czyżyn i Łęgu oraz wschodniej części Rakowic; Dzielnica XV Mistrzejowice – z Mistrzejowic, części Batowic i części Dziekanowic; Dzielnica XVI Bieńczyce – z Bieńczyc; Dzielnica XVII Wzgórza Krzesławickie – z Krzesławic, Grębałowa, Zesławic, Łuczanowic, Kantorowic, Łuczanowic, Wadowa, Węgrzynowic, a Dzielnica XVIII Nowa Huta – z historycznej Nowej Huty, terenu kombinatu, Mogiły, Chałupek, Kujaw, Pleszowa, Ruszczy, Branic, Woli Rusieckiej, Przylasku Rusieckiego, Przylasku Wyciąskiego, Wolicy, Wyciąża, Kościelnik, Góry Kościelnickiej, Wróżenic.

## Historia Starej Nowej Huty

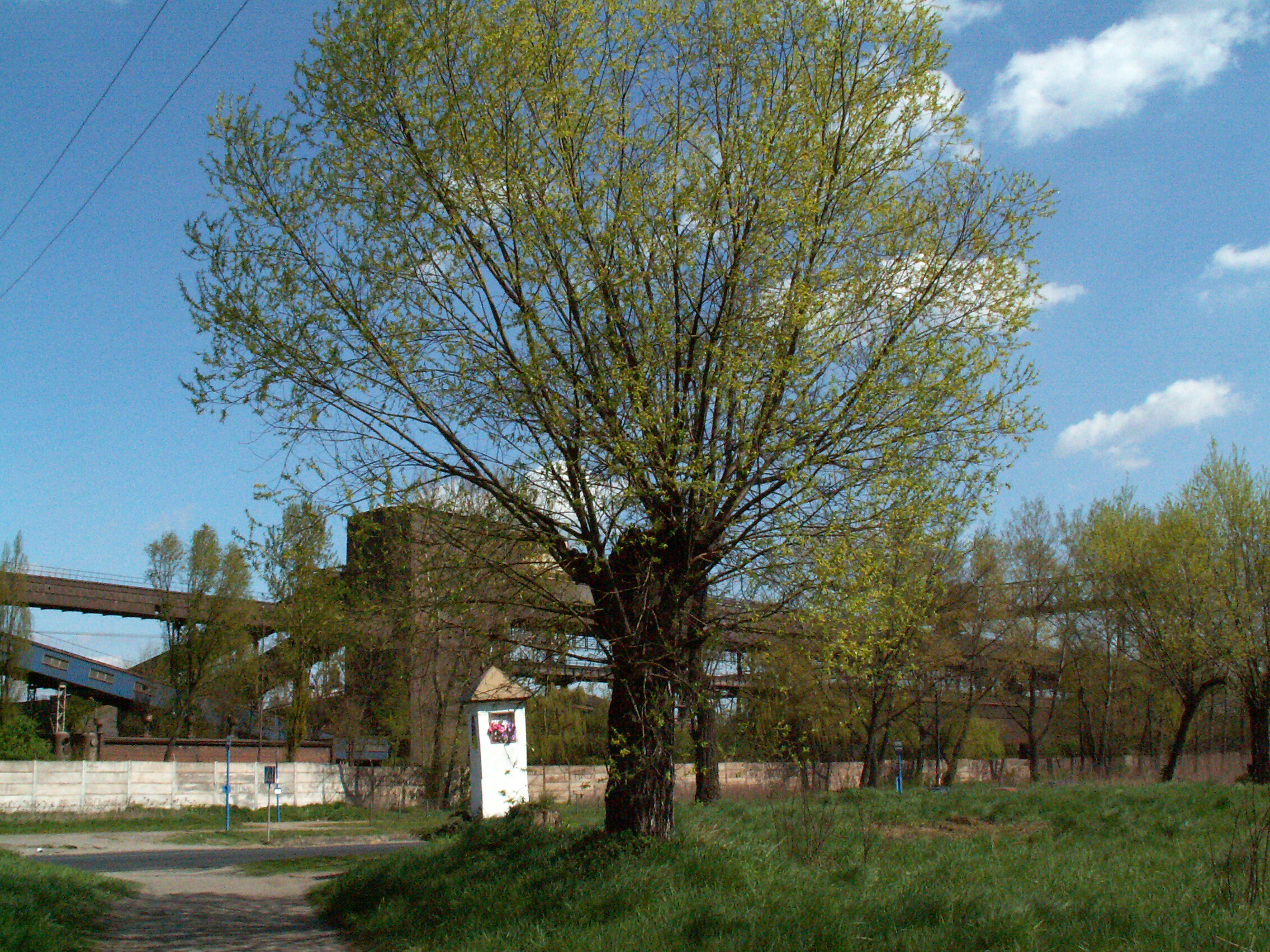
Kapliczka w Pleszowie i aglomerownia huty

Potoczna nazwa Stara Huta, lub Stara Nowa Huta, odnosi się do najstarszego fragmentu Nowej Huty. Obszar ów, w kształcie trójkąta, łatwo rozpoznawalny na zdjęciach satelitarnych Krakowa ograniczony jest: od południa skarpą wiślaną i dawnym traktem prowadzącym z Krakowa do Sandomierza (dzisiaj al. Jana Pawła II), od północnego zachodu linią kolejową nr 111, tak zwaną kocmyrzówką (dzisiaj ul. Kocmyrzowska), i od północnego wschodu rzeką Dłubnią. Aktualnie większość tego obszaru wchodzi w skład Dzielnicy XVIII Nowa Huta, niewielka część także w skład Dzielnicy XVI Bieńczyce.
Najbardziej znanymi i charakterystycznymi miejscami miasta są Plac Centralny i Aleja Róż.
Wyżej określony układ urbanistyczny został wpisany do rejestru zabytków Krakowa.
Decyzja o budowie Nowej Huty miała głównie podłoże ekonomiczne, ale i polityczne. Pobudki ekonomiczne leżały w idei tzw. planu sześcioletniego (1950–1955), który zakładał, że warunkiem „budowy podstaw socjalizmu” jest przede wszystkim uprzemysłowienie kraju, budowa ciężkiego przemysłu, a także potrzeby odbudowującego się po wojnie kraju. Rozwijano więc hutnictwo i przemysł maszynowy. Powołano specjalną grupę, która miała się zająć znalezieniem odpowiedniej lokalizacji, przy czym Rosjanie prowadzili również poszukiwania na własną rękę. Rozważano trzy możliwości: teren między Gliwicami a Pyskowicami (jednak tereny te należały kiedyś do Niemiec i obawiano się ich utraty podczas ewentualnego wybuchu wojny), drugim był teren koło Skawiny (ale wiatry zachodnie spychałyby zanieczyszczenia na Kraków). Ostatnią lokalizacją były okolice kopca Wandy. Pojawił się także pomysł umieszczenia Huty nad morzem u ujścia Wisły, ale słona woda nie nadawałaby się do zastosowania w hutnictwie. Ostateczna lokalizacja, zatwierdzona w dniu 1 lutego 1949, mówiła o okolicach Mogiły i Pleszowa.
Koncepcja lokalizacji kombinatu w rejonie Krakowa zwyciężyła między innymi z powodów komunikacyjnych, ze względu na możliwość łatwego pozyskania węgla ze Śląska i rudy z Krzywego Rogu. Nie bez znaczenia było położenie nad Wisłą pozwalające na uzyskanie wody technologicznej i planowanie transportu rzecznego surowców i gotowych wyrobów – w związku z czym na krakowskich Kujawach powstał port rzeczny (ale nie został dokończony). Teren przeznaczony pod budowę miasta i kombinatu był praktycznie niezamieszkany (mapa), płaski i nienarażony na wylanie Wisły. Bliskość dużego ośrodka, jakim jest Kraków, gwarantowała zaplecze kadrowe, mieszkaniowe i kulturowe.
Decyzję o budowie największego w Polsce kombinatu metalurgicznego podjęto 17 maja 1947 roku, gdy powołano Komisję do Spraw Budowy Nowej Huty przy Centralnym Zarządzie Przemysłu Hutniczego. W następstwie tej decyzji nastąpiły wywłaszczenia chłopów, którzy otrzymali bardzo niskie odszkodowanie (5-10% wartości utraconego majątku).
Największe autochtoniczne skupiska osadnicze takie jak Bieńczyce, Krzesławice, Czyżyny i Mogiła pozostały jednak nienaruszone i wkomponowano je w nowe miasto. Straty poniesione przez autochtoniczną ludność pośrednio pokryte zostały przez pojawienie się w okolicy nowych miejsc pracy, edukacji, komunikacji, służby zdrowia i terenów rekreacyjnych. Wartość posiadłości rosła wraz z rozwojem dzielnicy. Dla zubożałej ludności Małopolski i okolic Krakowa, posiadającej rozdrobnione gospodarstwa, był to paradoksalnie swego rodzaju awans społeczny.
Zanim opracowano ogólny plan dla Nowej Huty, rozpisano konkurs, w wyniku którego 23 czerwca 1949 roku na terenie wsi Mogiła zaczęto wznosić pierwsze, niewielkie dwupiętrowe bloki mieszkalne bez parteru handlowo-usługowego, pokryte czterospadowymi dachami zaprojektowane przez Franciszka Adamskiego. Obok parafialnego cmentarza mogilskiego zaczęto stawiać pierwszy blok mieszkalny, to obecny blok nr 14 na osiedlu Wandy. Nawiązywały one do budynków Mariensztatu. Początkowo na budowie pracowały dwie grupy, przez co realizacja postępowała szybko. Po rozpoczęciu wznoszenia osiedli Wandy i Na Skarpie przystąpiono do budowy dalszych osiedli „zewnętrznych”: Teatralnego, Krakowiaków, Górali, Sportowego i Zielonego. Spowodowane to było przygotowaniem załogi do realizacji skomplikowanego planu zabudowy w centrum. Dyrektywa Komitetu Centralnego PZPR zakazująca stawiania spadzistych dachów (chodziło o ochronę lasów przetrzebionych przez Niemców w okresie okupacji) przyczynia się do łatwego rozpoznania, które domy wystawiono najwcześniej, gdyż późniejsze mają już płaskie dachy.
Wraz z rozpoczęciem wielkich robót ziemnych przystąpiono również do zakrojonych na szeroką skalę badań archeologicznych, których największa intensyfikacja przypada na l. 1949–1957. Wykopaliska prowadzono na terenie samego kombinatu i powstającego miasta oraz w następujących miejscowościach: Bieńczyce, Branice, Cło, Kościelniki, Krzesławice, Kujawy, Mogiła, Pleszów, Ruszcza, Wyciąże, Zesławice. Od 1949 r. opiekę nad wykopaliskami sprawowało Muzeum Archeologiczne w Krakowie, podlegające wówczas Polskiej Akademii Umiejętności. Na wiosnę 1951 r. Ministerstwo Kultury i Sztuki powołało Kierownictwo Prac Wykopaliskowych w Nowej Hucie, które przejęło całość działań badawczych i zabezpieczających. Siedzibą placówki był lokal w jednym z nowych domów w Nowej Hucie. Prace wykopaliskowe prowadzono bez względu na porę roku i warunki atmosferyczne; kontynuowano je nawet w nocy. W ich wyniku udało się dokonać wielu interesujących, a nawet rewelacyjnych odkryć, które dotyczyły okresu 5 tys. lat. Ujawniono ponad 30 miejsc ze śladami działalności człowieka i zgromadzono kilkadziesiąt tysięcy przedmiotów z gliny, kamienia, kości, krzemienia, metali kolorowych, rogu i żelaza.
Kombinat i nowe osiedla powstały na terenie liczącym 76,42 km². Budowa zaplecza mieszkaniowego miała wyprzedzić powstanie kombinatu o dwa lata. Postanowiono przystąpić do budowy nie czekając na projekty architektoniczne. Generalnym projektantem Nowej Huty mianowano w 1949 roku Tadeusza Ptaszyckiego. Fakt, że plan pojawił się długo po rozpoczęciu budowy wielu budynków, spotęgował liczne komplikacje. Dość późno, bo w 1950 roku opracowano założenia programowe dla miasta.
W maju 1952 ukończono projekt centralnej części miasta. Wiadomość o planie generalnym przygotowanym przez Tadeusza Ptaszyckiego ukazała się w „Architekcie” jednocześnie z nekrologiem Józefa Stalina (plac Centralny nazwano jego imieniem). Zaprojektowano budynki mieszkalne mierzące do ośmiu kondygnacji, przy czym najniższe dwie przeznaczono na cele handlowo–usługowe. Budownictwo administracyjne mieszczące siedziby partii, związki zawodowe i organizacje społeczne miało się koncentrować wokół placu Ratuszowego, a budynek Ratusza przewidywano dla siedziby Dzielnicowej Rady Narodowej. Przy placu Centralnym zogniskowano życie kulturalne, a w środkowej jego części projektowano monument (podobny do monumentu Waszyngtona) mający podkreślać charakter miasta i więź z kombinatem. W Domu Kultury, który zamykał plac od południa, planowano umieszczenie biblioteki, sali teatralnej, świetlicy, księgarni i restauracji. Dom Kultury i wkomponowana weń podwójna kolumnada stanowiły wejście na teren planowanego w miejscu dzisiejszych Łąk Nowohuckich ogromnego zalewu rekreacyjnego. Dużą wagę przywiązywano do urządzeń sportowych.
Arterie wyznaczają najważniejsze kierunki miasta: „oś huty”, dzisiejsza Aleja Solidarności jest „osią pracy”, „oś śródmieścia”, czyli Aleja Róż łączyć miała Plac Centralny z placem Ratuszowym. Dalszy, północny odcinek dzisiejszej Alei Róż stanowi promenadę spacerową. Pozostałe osie miały pełnić funkcję komunikacyjną łączącą centrum z peryferyjnymi osiedlami i Starym Krakowem. W listopadzie 1953 nadano nazwy najważniejszym arteriom: Lenina (dzisiejsza aleja Solidarności), Przodowników Pracy, Planu 6-letniego (dzisiejsza aleja Jana Pawła II) oraz Rewolucji Październikowej (dzisiejsza aleja Andersa).
U progu lat 50. XX wieku powstało techniczne i przemysłowe zaplecze placu budowy (zakłady betoniarskie, ceramiczne, drogi, kolej). Kończące się zapasy cegły rozbiórkowej z Wrocławia wymusiły uprzemysłowienie budownictwa. Nową Hutę włączono do Krakowa jako jego dzielnicę, a liczba jej mieszkańców osiągnęła zamierzony odsetek 21,2% mieszkańców Krakowa. W 1960 obliczono, że w ciągu dziesięciu lat wybudowano 50 tysięcy izb mieszkalnych w 18 tysiącach mieszkań, 90 kilometrów ulic o trwałych nawierzchniach, 550 kilometrów sieci wodociągowej, kanalizacyjnej i cieplnej, 15 budynków szkolnych, szpital na 840 łóżek.
Budowa nowego miasta spowodowała osiedlanie się w nim w dużej mierze mieszkańców wsi (w tym również biedoty i patologii), którzy przyjechali tu w nadziei na pracę. W Nowej Hucie przymusowo osiedlono również rodziny Cyganów, głównie na osiedlach Willowym i Wandy. Byli to głównie osiadli Cyganie z Orawy zajmujący się dekarstwem. Związki robotników ze starym miastem były początkowo słabe (dodatkowo utrudnione przez złą komunikację), przez co ograniczały się jedynie do niedzielnych wyjazdów na mszę i spacery, połączone często ze zwiedzaniem Wawelu. Kobiety jeździły na zakupy do Krakowa, chociaż Nowa Huta była znacznie lepiej zaopatrzona. Istniało paradoksalne przeświadczenie, że w starym grodzie można kupić więcej.
W Nowej Hucie, w początkach jej budowy, istniały cztery kościoły, miasto rozpoczęto budować obok kościoła i opactwa cystersów ale żaden nie znajdował się wewnątrz wznoszonego od podstaw miasta. Mieszkańcy peryferyjnych osiedli np. Górali czy Sportowego idąc do najbliższej świątyni musieli pokonać odległość aż 1000-1500 metrów. Dwie świątynie znajdowały się w Mogile Kościół Matki Boskiej Wniebowziętej i św. Wacława i Kościół św. Bartłomieja, w Czyżynach Kościół św. Judy Tadeusza oraz w Pleszowie Kościół św. Wincentego i Narodzenia Najświętszej Maryi Panny. W późniejszym czasie po naciskach ludności zaplanowano budowę nowego kościoła na dzisiejszym osiedlu Teatralnym. W 1957 roku postawiono krzyż na placu gdzie miała stanąć świątynia. Nastąpiło jednak zaostrzenie polityki władz wobec kościoła i zamiast świątyni komuniści postanowili wybudować w tym miejscu szkołę. Niespełnienie obietnic odnośnie do świątyni doprowadziło do wybuchu masowych zamieszek 27 kwietnia 1960 roku. Rozruchy stłumiła milicja, ale upór mieszkańców przyniósł ostatecznie efekt – w 1967 rozpoczęto budowę szóstego (a pierwszego nowego) nowohuckiego kościoła, dzisiejszej Arki Pana. Kościół po ukończeniu budowy zawiązał największą (do czasu budowy kolejnych kościołów, których budowę oraz podział „giganta” zapowiedział ks. Kardynał Wojtyła) w tamtym okresie parafię w Polsce. Natomiast świątynia, która znajduje się dziś obok wspomnianego wyżej krzyża, tuż przy miejscu planowanego niegdyś kościoła stanęła dopiero w 2001 roku.

## Ład przestrzenny i architektura Starej Nowej Huty

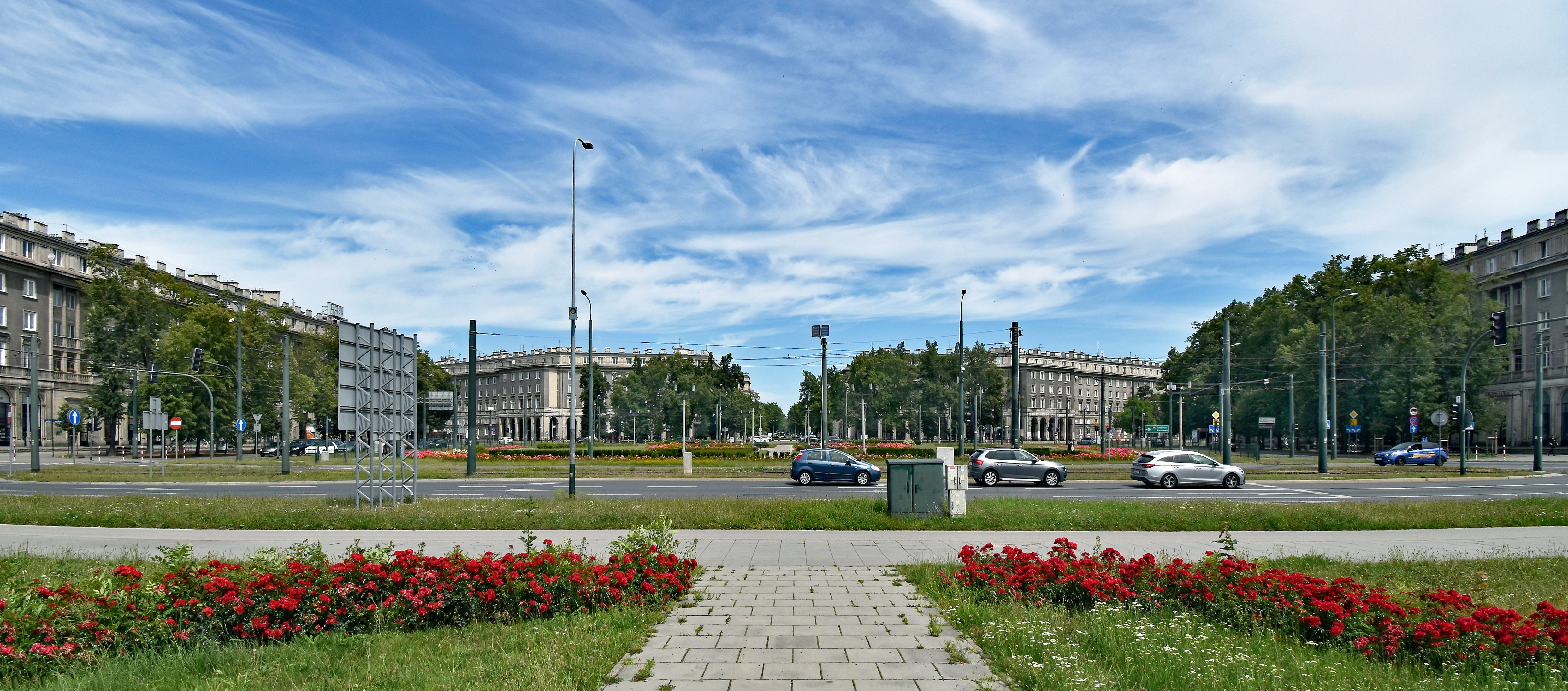
Plac Centralny, panorama z południa. Od prawej osiedla: Centrum A, B, C, D.

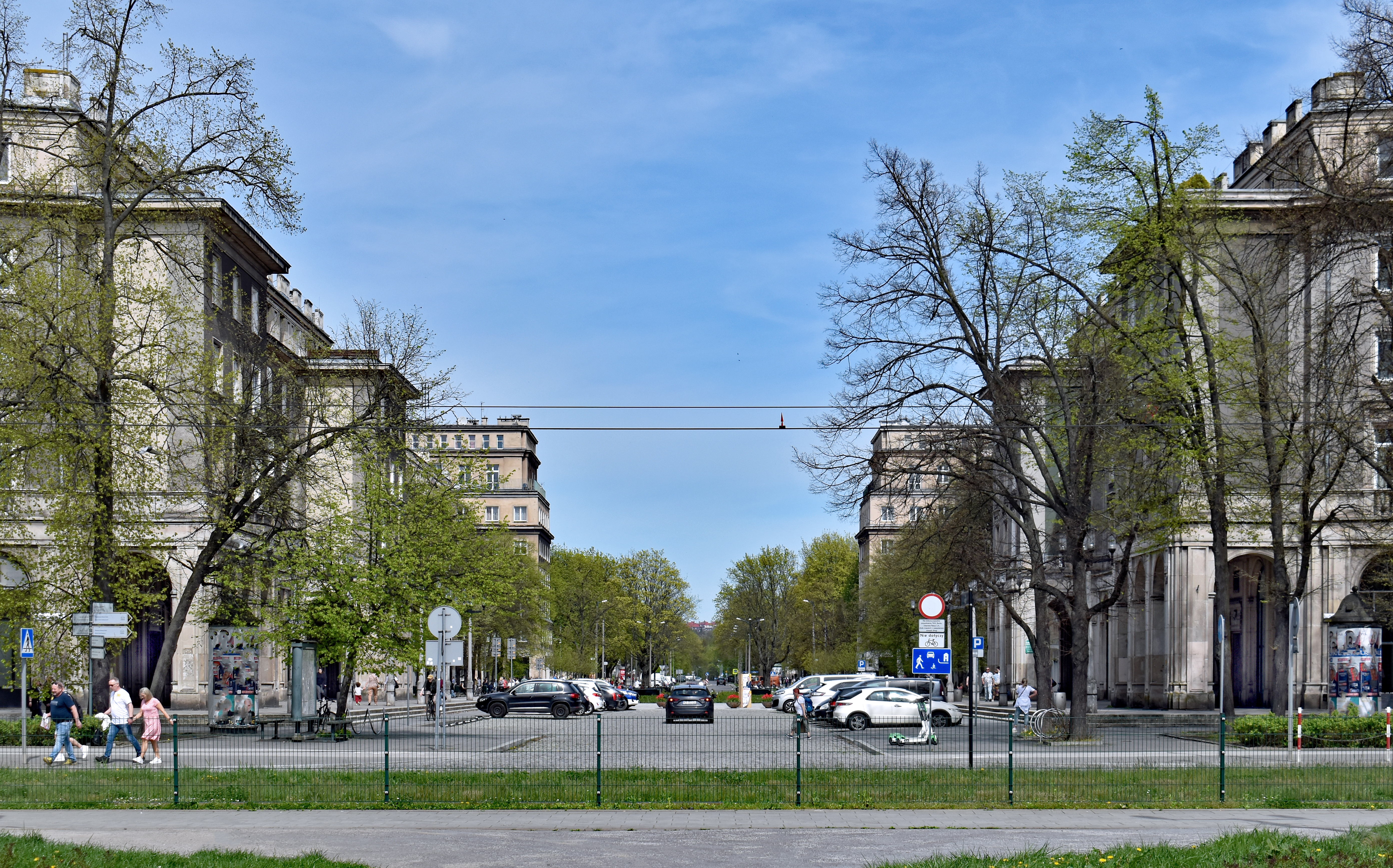
Aleja Róż widziana z pl. Centralnego. Osiedla: Centrum C po lewej i Centrum B po prawej.

Centrum Nowej Huty zabudowane jest, w głównej mierze, bardzo jednorodnie i harmonijnie i pomimo zmieniających się planów utrzymana została nadrzędna koncepcja głównego projektanta Tadeusza Ptaszyckiego. Projekt łączy w sobie najważniejsze cechy miasta idealnego i miasta ogrodu. Plac Centralny, pobliskie osiedla, budynki C.A.H.T.S., a także obiekty kulturalne nawiązują swoją architekturą i urbanistyką do renesansu np.: Centrum Administracyjne HTS, kina Świt i Światowid, teatr Ludowy, budynki wokół pl. Centralnego i na os. Centrum A a także modernizmu np.: bloki "szwedzki" i "francuski", "Świat Dziecka", budynki os. Handlowego i os. Centrum D. Wokół Placu Centralnego budynki osiągają stałą wysokość 4, 5 kondygnacji. Wysokość zabudowy maleje w miarę oddalania się od serca dzielnicy. Na peryferyjnym os. Sportowym spotykamy już jednopiętrowe, czterorodzinne domy.
Pod względem stylistycznym architektura „staromiejskiego” zespołu Nowej Huty jest bardzo zróżnicowana i odpowiada charakterowi poszczególnych kwartałów i osiedli. Pomiędzy zabudowaniami Centrum a prostymi domkami osiedli peryferyjnych wybudowano trzykondygnacyjne bloki o prostych bryłach, o niewiele różniącym się standardzie mieszkań. Ówczesne komentarze podkreślają, że zabudowa Nowej Huty, nawiązuje do architektury Krakowa i stanowi pomost pomiędzy starym grodem a wielkim przemysłem, stąd loggie (budynki wokół pl. Centralnego) i krenelaże (Centrum Administracyjne HTS) jak w architekturze Wawelu i Sukiennic.
Zgodnie z założeniami Tadeusza Ptaszyckiego zaplanowano miasto na 100 tys. mieszkańców. Ów obszar zamyka się w trójkącie równoramiennym utworzonym przez al. Jana Pawła II oraz ulice: Bieńczycką, Kocmyrzowską, Bulwarową. Od południowego wschodu przylegają do zespołu osiedla Na Skarpie i Młodości. Niektóre arterie mają genezę w traktach historycznych: kocmyrzowskiego, szosy sandomierskiej z zachowanym częściowo starym drzewostanem czy dawnej drogi wiejskiej. Dzielnicę mieszkaniową oddziela od kombinatu pas terenów rekreacyjno–sportowych o szerokości 1,2 km. Powstał promienisty układ komunikacyjny odwołujący się do koncepcji Haussmana, anglosaskich tradycji „jednostki sąsiedzkiej” czy też miasta–ogrodu. Zasadnicze sektory z centrami dzielnicowymi liczą po 15 tys. mieszkańców i dzielą się na podjednostki (po 5 tys.), których ośrodkami są szkoły.
Cały układ opiera się na centrum miejskim, czyli ściśle symetrycznej przestrzeni placu Centralnego. Tu mają swój początek cztery arterie. Oprócz al. Jana Pawła II są to: al. Andersa wiodąca w stronę Bieńczyc, al. Solidarności prowadząca do Huty w kierunku północno-wschodnim. Oś centralna, szeroka na 50 metrów aleja Róż, która jako jedyna nie została zaopatrzona w torowisko tramwajowe, wiedzie na północ i kończy się bramą stadionu K.S. Wanda. Szerokie trawniki i szpalery drzew oddzielają jezdnie od pierzei budynków.
Szkielet, który tworzą główne ciągi komunikacyjne, załamuje się w układzie ulic poszczególnych sektorów. Ulice mające swój początek w sektorze D nie znajdują prostej kontynuacji w sektorze A. Układ jest symetryczny tylko do pewnego stopnia, co łatwo zaobserwować na aktualnych mapach dzielnicy.
Sektory dzielą się na osiedla liczące od dwóch do pięciu tysięcy mieszkańców. Każdy z nich tworzy odrębną całość wyposażoną w szkołę, żłobek, przedszkole i punkty handlowo-usługowe. Struktura przestrzenna została usystematyzowana pod względem wysokościowym. Osiedla peryferyjne otaczające zespół wypełnione są niskimi, wolno stojącymi budynkami (osiedla Wandy, Willowe, Krakowiaków, Sportowe). Kubatura obiektów zwiększa się w miarę zbliżania się do okolic monumentalnego placu Centralnego.
Najpóźniej powstałą częścią jest sektor D (projekt: B. Skrzybalski, T. Rembiesa) którego budowa rozpoczęła się w październiku 1956. Realizacje z tego czasu, choć zerwały ze sztywnymi ramami socrealistycznego kształtowania miasta, nawiązywały do pierwotnego układu koncentryczno–promienistego, stanowiąc tym samym jego swoistą kontynuację. Porzucono zabudowę ciągłą na korzyść modernistycznej, swobodnej i rozproszonej, aczkolwiek obrzeża osiedla Handlowego nawiązują do zwartych pierzei placu Centralnego. Przeważa tutaj niska zabudowa, co spowodowane było bliskością lotniska w Czyżynach. Wyjątek stanowią dwa wyższe budynki Janusza Ingardena  na os. Szklane Domy 1 (blok szwedzki) i os. Centrum B 8 (blok francuski) oraz charakterystyczny blok mieszkalny połączony z pawilonem handlowym (zwanym Bambo) na osiedlu Centrum D autorstwa T. Rembiesy i B. Skrzybalskiego. Kolejne osiedla zaczęły powstawać w związku z podjęciem decyzji o rozbudowie Huty w latach 1959–1966.
Na szczególną uwagę zasługuje neoklasycystyczna architektura budynków zlokalizowanych przy placu Centralnym zaprojektowana przez Ingardenów. Charakterystyczny podział kompozycyjny opiera się na trzyczęściowym podziale elewacji, flankowaniu brył płytkimi ryzalitami, boniowaniu części cokołowej i zastosowaniu podcieni w blokach bezpośrednio przylegających do placu. „Staromiejski” zespół Nowej Huty jest ciekawy, bo niedokończony. Brak ten widać szczególnie w części centralnej. Od realizacji pełnego programu odstąpiono około 1955 roku w związku ze zmianą statusu administracyjnego Nowej Huty i ograniczeniami finansowymi. Nie wybudowano ratusza zaopatrzonego w wysoką attykę, mocno zaakcentowany portal oraz wzorowane na zamojskim ratuszu rozłożyste schody lustrzane i nawiązującą do ratuszy w Poznaniu czy Sandomierzu monumentalną wieżę. Jednym z powodów odstąpienia od tego planu było wciąż działające lotnisko w Czyżynach. Dom Kultury, z którego budowy zrezygnowano już około 1955, miał posiadać dwukondygnacyjne kolumnady i domykać od południa Plac Centralny stanowiąc jednocześnie otwarcie na zalew planowany w miejscu dzisiejszych Łąk Nowohuckich. W środkowej części Placu Centralnego nie powstał wysoki obelisk. Zaniechano dekorowania budynków (rzeźbami i płaskorzeźbami), Nowa Huta miała być miastem bez pomników, a projektowane kamienne okładziny elewacji budynków położonych dalej od centrum zostały w realizacji zastąpione prowizorycznymi wyprawami tynkowymi, uzupełnionymi elementami ze sztucznego kamienia lub tynku. Na szczególną uwagę zasługuje specjalnie projektowane przez zespół Mariana Sigmunda detale wyposażenia kin, szkół, przedszkoli, żłobków czy sklepów, które odznacza wyjątkowa jakość wykonania oraz zaskakująca różnorodność. Jednymi z najciekawszych nowohuckich obiektów są, różnorodne w formie bramy. Z wielką dbałością potraktowano obiekty małej architektury oraz nawierzchnie ulic, które były brukowane granitem, kamieniem oraz specjalną cegłą.
Architektura sakralna pojawiła się dość późno. W latach 1982–1995 wybudowano kościół Matki Boskiej Częstochowskiej na osiedlu Szklane Domy, a w latach 1996–2001 kościół Najświętszego Serca Pana Jezusa na os. Teatralnym.
Zespół starej Nowej Huty nie oparł się ingerencjom urbanistycznym w latach 70. i 80. Do pomyłek w skali urbanistycznej Waldemar Komorowski zalicza dziesięciopiętrowy blok z wielkiej płyty, którym „dogęszczono” osiedle Handlowe oraz siedziba Nowohuckiego Centrum Kultury, których autorstwa nie udało się ustalić. Do błędów należy również zamknięcie perspektywy al. Róż przypadkowo zakomponowanym osiedlem domków jednorodzinnych na os. Na Stoku.
Osiedle Centrum E znajdujące się w pobliżu Placu Centralnego, które powstało w latach 1988–1995 według projektu Romualda Loeglera pod względem kolorystyki, stylu oraz kubatury, stanowczo odbiega od socrealistycznego charakteru zabudowy okolic Placu Centralnego.

## Układ urbanistyczny „Starej Nowej Huty” w rejestrze zabytków Krakowa
Orzeczeniem Wojewódzkiego Konserwatora Zabytków dnia 30 grudnia 2004 roku do rejestru zabytków miasta Krakowa pod numerem rejestru A-1132 wpisany został układ urbanistyczny dzielnicy Nowa Huta w Krakowie, jako dobro kultury i reprezentatywny przykład urbanistyki socrealizmu w Polsce.
Przedmiotem ochrony jest układ urbanistyczny, czyli rozplanowanie ulic, placów, zieleńców, usytuowanie, bryły i gabaryty budowli, wystrój wnętrz architektoniczno-krajobrazowych, zieleń komponowana. Wpisem do rejestru zabytków obejmuje się również oś widokowo – komunikacyjną Alei Solidarności do Centrum Administracyjnego Huty im. T. Sendzimira z dwoma budynkami Centrum Administracyjnego oraz placem, jako elementami zamykającymi kompozycję.
Granice zabytku wykreślono na mapie stanowiącej integralną część niniejszej decyzji.
Z uzasadnieniem można zapoznać się na stronach biuletynu informacji publicznej miasta Krakowa, gdzie dostępna jest również mapa.

## Stara Nowa Huta dzisiaj
Po upadku PRL nowohucka „starówka” zaczęła ulegać stopniowemu zapomnieniu i zaniedbaniu. Budynki ścisłego centrum straciły zwieńczenia w postaci tralkowych balustrad, a stylowe latarnie z kandelabrami oświetlające okolicę zostały zastąpione przez ich współczesną wersję. Ulice i place, niegdyś pokryte szlachetnym brukiem granitowym i cegłą klinkierową, zostały wyasfaltowane albo zasłonięte kostką betonową. Zielone przestrzenie rekreacyjne stworzone dla mieszkańców idealnego socjalistycznego miasta, zaczęły być wypierane przez parkingi. Przykładem jest Aleja Róż, która będąca od początku istnienia Nowej Huty reprezentacyjnym ogrodem pełnym róż, po 1989 roku została praktycznie pozbawiona kwiatów, stając się pustym, kamiennym placem parkingowym.
Pomimo tego, że układ urbanistyczny Nowej Huty jest wpisany do rejestru zabytków oraz studium kolorystycznego dla znajdujących się w nim obiektów, wiele budynków remontowanych jest przez wspólnoty mieszkaniowe czy spółdzielnie bez przestrzegania obowiązujących zasad. Proces docieplania budynków niszczy lub zakrywa różnorodne wyprawy tynkarskie i ciekawe detale architektoniczne – niektóre z nich są odtwarzane w styropianie ale bez zachowania oryginalnych proporcji. Mimo studium kolorystycznego budynki Nowej Huty przyjmują często barwy, jakich nigdy przedtem nie miały w oryginale.
Na szczęście Nowa Huta może pochwalić się sporym zaangażowaniem mieszkańców, którzy walczą o zachowanie zabytkowego charakteru dzielnicy i przywrócenie jej dawnej świetności. Miejsce, które przez wiele lat uchodziło za dzielnicę starych ludzi, bez znaczącej, lokalnej siły opiniotwórczej, dzisiaj staje się centrum oddolnych inicjatyw i ulega coraz większej gentryfikacji. W ostatnich latach powstało wiele nowych miejsc i projektów, które nie tylko służą promocji Nowej Huty, ale przede wszystkim aktywizują lokalną społeczność, m.in.:
- Nowohuckie Laboratorium Dziedzictwa – dział Ośrodka Kultury im. Cypriana Kamila Norwida w Krakowie funkcjonujący od 1 stycznia 2020 r., zajmujący się dziedzictwem kulturowym i przyrodniczym, szczególnie w kontekście Nowej Huty. W ramach swojej działalności organizuje wydarzenia, cykle i projekty, prowadzi programy edukacyjne, a także w duchu partycypacji i wspólnej troski o lokalne dziedzictwo angażuje w swoje działania społeczność lokalną i współpracuje z licznymi partnerami. Ważną częścią Laboratorium jest Pracownia Animacji Ekologicznej, podejmująca kwestie ochrony środowiska.
- Aleja Róż na nowo – projekt wypracowany przez mieszkańców na warsztatach partycypacyjnego przeprojektowania, którego celem jest ponowne zazielenienie najbardziej reprezentacyjnej części Alei Róż oraz przywrócenie jej rekreacyjnego charakteru. Projekt został wybrany przez mieszkańców Krakowa do realizacji w ramach budżetu obywatelskiego w 2019 r..
- Ogród różany rozproszony – inicjatywa mieszkańców zgłoszona w trybie inicjatywy lokalnej związana z upiększeniem terenów zielonych wzdłuż Alei Róż, nawiązująca do historycznych nasadzeń w postaci krzewów różanych, które wg koncepcji Anny Ptaszyckiej stanowiły dopełnienie założeń architektonicznych Nowej Huty.
- Szlak plenerowych rzeźb i instalacji nowohuckich – szlak kulturowy poświęcony licznym rzeźbom i instalacjom znajdującym się na terenie Nowej Huty. W ramach projektu powstała m.in. wystawa fotograficzna oraz dwujęzyczny przewodnik wydany w formie folderu (zob. rzeźby plenerowe w Nowej Hucie).
- Bulwar[t] Sztuki – wakacyjna inicjatywa kulturalna organizowana przez Teatr Łaźnia Nowa nad Zalewem Nowohuckim, w ramach której mieszkańcy przez niemal całe wakacje mogą bezpłatnie uczestniczyć w licznych wydarzeniach kulturalnych, m.in. w spektaklach, koncertach, seansach, warsztatach twórczych czy potańcówkach.
- Galeria Huta Sztuki – jedna z najmłodszych galerii w Krakowie, powstała 16 października 2018 r.. Można zobaczyć tu obrazy krakowskich artystów z lat 50., 60. i 70. XX w., w tym członków tzw. Grupy Nowohuckiej.

## Prawdy i mity
W związku z kontrowersjami wokół budowy socjalistycznego miasta u boku Krakowa oraz z powodu propagandy antykomunistycznej powstało wiele mitów o Nowej Hucie.

### Mit zanieczyszczenia powietrza
Nową Hutę obarczano winą za zły stan powietrza w Starym Krakowie, za poszarzałe kamienice, brudny śnieg. Winę za taki stan rzeczy ponosi jednak nie Kombinat Metalurgiczny, lecz system grzewczy stosowany głównie przez mieszkańców starej części Krakowa. 60% związków powodujących zanieczyszczenie powietrza w Krakowie powstaje w prywatnych kotłach centralnego ogrzewania, w których spala się materiały różnego pochodzenia, w tym odpady i węgiel. Przemysł jedynie w 10% odpowiada za zły stan powietrza w mieście. W 30% odpowiedzialny za zanieczyszczenia jest ruch samochodowy. Nowa Huta ze swoim łatwo przewietrzanym układem urbanistycznym, mnogością zieleni i faktem, że niemal w całości ogrzewana jest z elektrociepłowni, wpływa na poprawę stanu powietrza w Krakowie.
Z róży wiatrów sporządzonej dla Krakowa wynika, że przeważająca część wiatrów pochodzi z kierunku zachodniego. Zatem wyziewy z kombinatu metalurgicznego w głównej mierze zabierane są w kierunku wschodnim i nie mają dużego wpływu na stan powietrza w najbardziej zurbanizowanych częściach miasta. Róża wiatrów była jednym z czynników warunkujących lokalizację kombinatu względem Starego Krakowa i Nowej Huty.
Paradoksalnie, ze względu na przeważający wiatr zachodni, to Stary Kraków podtruwa Nową Hutę.

### Mit najniebezpieczniejszej dzielnicy
Nowa Huta w świadomości mieszkańców Krakowa przedstawia się jako najbardziej niebezpieczna spośród wszystkich dzielnic. Analizy oraz zawarte w nich statystyki policyjne wyraźnie wykazują, iż te przeświadczenia krakowian są stereotypem. Jak zauważa autor jednego z opracowań zamieszczonego w przypisach: „z dużym prawdopodobieństwem można stwierdzić, że wyobrażenia i wiedza ludzi o przestępczości jest taka, jak ją kreują media”. Najniebezpieczniejszą dzielnicą pozostaje Stare Miasto w Krakowie notujące największą liczbę rozbojów. Nowa Huta okazuje się dzielnicą najbardziej bezpieczną.

## Historia pozostałych obszarów Nowej Huty
W 1952 uruchomiono linię tramwajową Rondo Mogilskie – Kombinat (linia nr 5). 22 lipca 1954 nastąpiło uroczyste uruchomienie Kombinatu, nazwanego imieniem Włodzimierza Lenina.
Pod budowę nowego miasta włączono również pola wsi Pleszowa i Krzesławic.
W latach 60. następowała zabudowa terenów wsi Bieńczyce, rozbudowa infrastruktury drogowej, sieci tramwajowej, rozbudowa kombinatu (m.in. budowa walcowni, kolejnych wielkich pieców). W latach 70. zabudowa wielkopłytowa sięga Mistrzejowic, w kombinacie pracuje 5 wielkich pieców, zakład produkuje 7 mln ton stali rocznie, powstaje cementownia. W latach 80. na skutek kryzysu gospodarczego, tempo rozbudowy dzielnicy słabnie.

## Miejscowości i obiekty istniejące już przed 1949

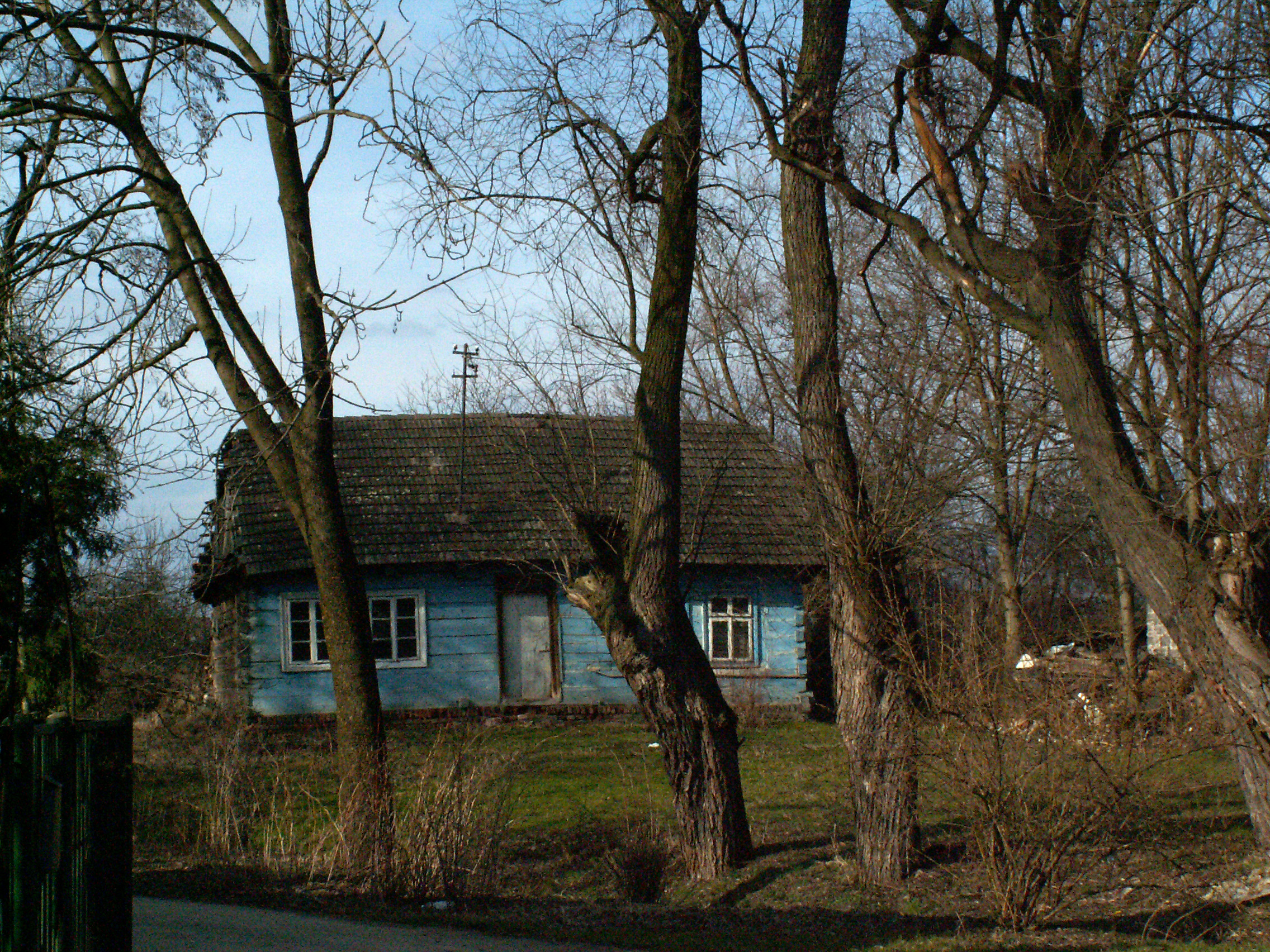
Stara chałupa w Luboczy

Teren dzisiejszej Nowej Huty jest jednym z niewielu miejsc w Polsce, gdzie osadnictwo istnieje nieprzerwanie od neolitu (kultura ceramiki wstęgowej rytej (ok. 4500 – 4000 lat p.n.e.). Badania archeologiczne ujawniły tu także dużą osadę celtycką, jeden z większych w Europie ośrodków garncarskich z czasów rzymskich i najstarszą na ziemiach polskich osadę Słowian. Prawdziwym skarbem Nowej Huty jest kopiec Wandy – uchodzący za mogiłę córki założyciela miasta, Kraka.
W okresie średniowiecza istniało tu kilkanaście wiosek, gdzie swoje siedziby miały rody Gryfitów (Braniccy z Branic i Ruszczy) i Odrowążów (biskup Iwo Odrowąż był fundatorem klasztoru w Mogile). W późniejszych czasach mieli tu także swoje majątki: Wierzynkowie, Wodziccy, Czartoryscy, Mycielscy, Popielowie, Badeniowie. Stąd licznie występujące na tym terenie dwory, pałace i obiekty sakralne.
Ponieważ dzisiejsza wschodnia granica Nowej Huty (na Potoku Kościelnickim) pokrywa się z dawną granicą austriacko-rosyjską, spotykamy tu liczne forty oraz jedno z najstarszych w Europie lotnisk (dziś Muzeum Lotnictwa Polskiego w Czyżynach).

### Miejscowości
- Beszcz
- Bieńczyce
- Błonie
- Branice
- Chałupki
- Chałupki Górne
- Cło
- Czyżyny
- Dłubnia
- Dziekanowice
- Grębałów
- Górka Kościelnicka
- Holendry
- Kantorowice
- Kopaniny
- Kościelniki
- Krzesławice
- Kujawy
- Lubocza
- Lesisko
- Łęg
- Łuczanowice
- Mogiła
- Nowa Wieś
- Piekiełko
- Pleszów
- Pod Cłem
- Przylasek Rusiecki
- Przylasek Wyciąski
- Ruszcza
- Stryjów
- Wadów
- Węgrzynowice
- Wola Rusiecka
- Wolica
- Wróżenice
- Wyciąże
- Zesławice

### Pałace i dworki
- Dworek Jana Matejki w Krzesławicach
- Dwór obronny-lamus w Branicach
- Dwór Badenich w Branicach
- Pałac Wodzickich w Kościelnikach
- Pałac Kirchmajerów w Pleszowie
- Dwór Mycielskich w Łuczanowicach (wraz z dawnym zborem kalwińskim)
- Dwór Badenich w Wadowie
- Dwór Popielów w Ruszczy
- Dwór w Bieńczycach
- Dwór oficjalistów klasztornych w Mogile
- Willa Rogozińskich w Mogile
- Pozostałości zameczku myśliwskiego „Na Ochodzy” w Wolicy

### Forty i obiekty wojskowe
- Fort 48 „Batowice”
- Fort Mistrzejowice
- Fort Dłubnia
- Fort Krzesławice
- Fort Grębałów
- Fort Mogiła
- Dawne austriackie lotnisko w Czyżynach (obecnie Muzeum Lotnictwa)
- Schron amunicyjny „Mogiła”
- Schron amunicyjny „Dłubnia”

### Budowle sakralne
- kościół Matki Boskiej Wniebowziętej i św. Wacława oraz Opactwo oo. Cystersów w Mogile
- kościół Narodzenia Pańskiego i św. Bartłomieja Apostoła w Mogile
- kościół św. Grzegorza Wielkiego w Ruszczy
- kościół św. Wincentego i Narodzenia Najświętszej Maryi Panny w Pleszowie
- kościół Wszystkich Świętych w Górce Kościelnickiej
- kościół św. Jana Chrzciciela i Matki Boskiej Szkaplerznej w Krzesławicach
- kościół św. Judy Tadeusza w Czyżynach
- kaplica Matki Boskiej Częstochowskiej w Lasku Mogilskim
- kaplica Matki Bożej przy ul. Mycielskiego 11 w Łuczanowicach
- kaplica Najświętszego Serca Pana Jezusa przy ul. Lubockiej 52, w Luboczy

### Kopce i cmentarze
- Kopiec Wandy
- Cmentarz Ewangelicki z kopcem-grobowcem w Łuczanowicach
- Cmentarz parafialny w Mogile
- Cmentarz wojenny nr 390 – Mogiła, z czasów I wojny światowej
- Cmentarz wojenny nr 393 – Górka Kościelnicka, z czasów I wojny światowej

## Powstałe po 1949

### Obiekty przemysłowe
- ArcelorMittal Poland S.A. Oddział Kraków (Huta im. Tadeusza Sendzimira, dawniej imienia Lenina)

### Pierwszy blok
Pierwszy blok Nowej Huty znajduje się na osiedlu Wandy. Blok numer 14.

Tablica pamiątkowa (2001)
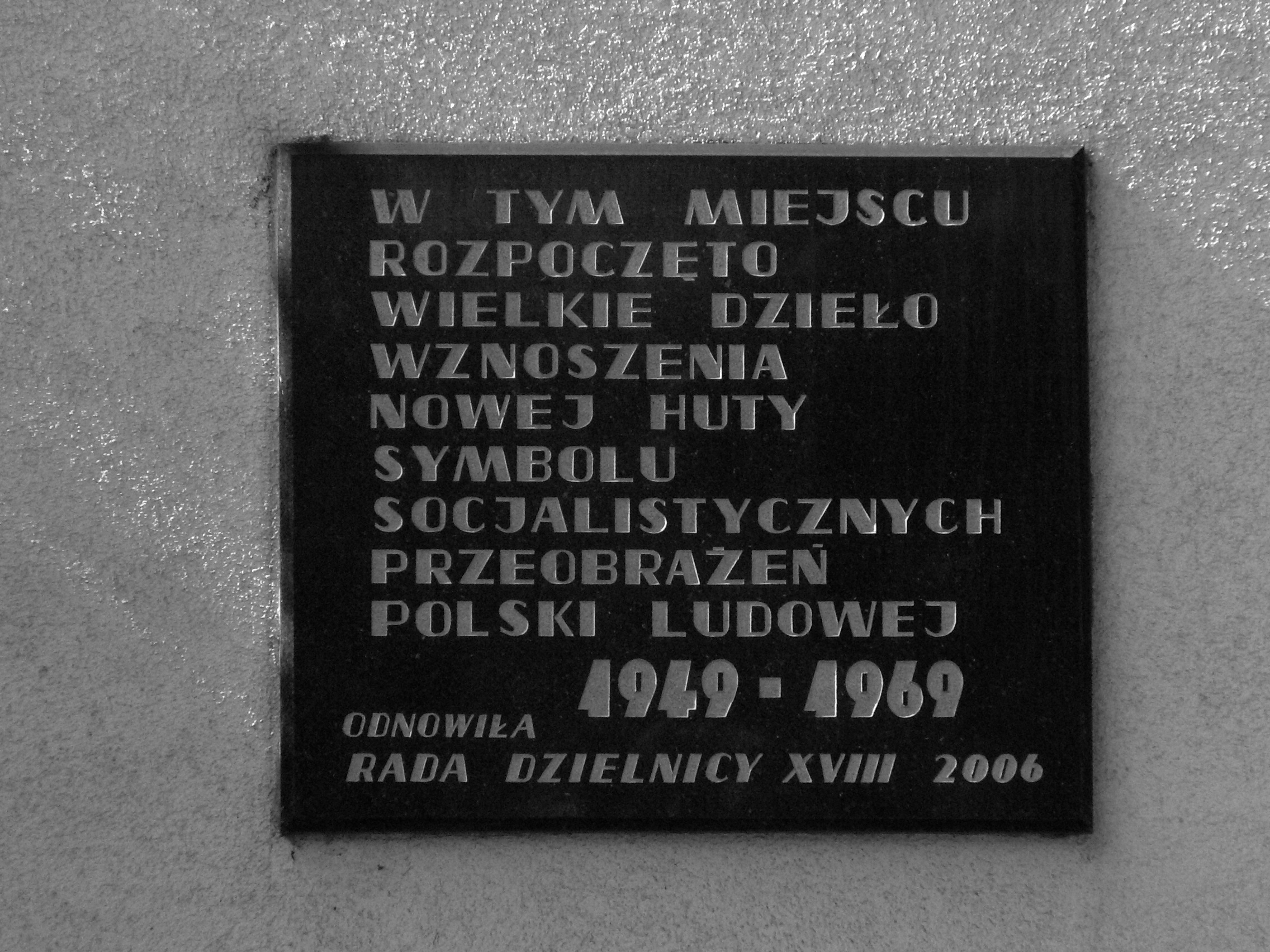
Pierwszy blok tablica pamiątkowa
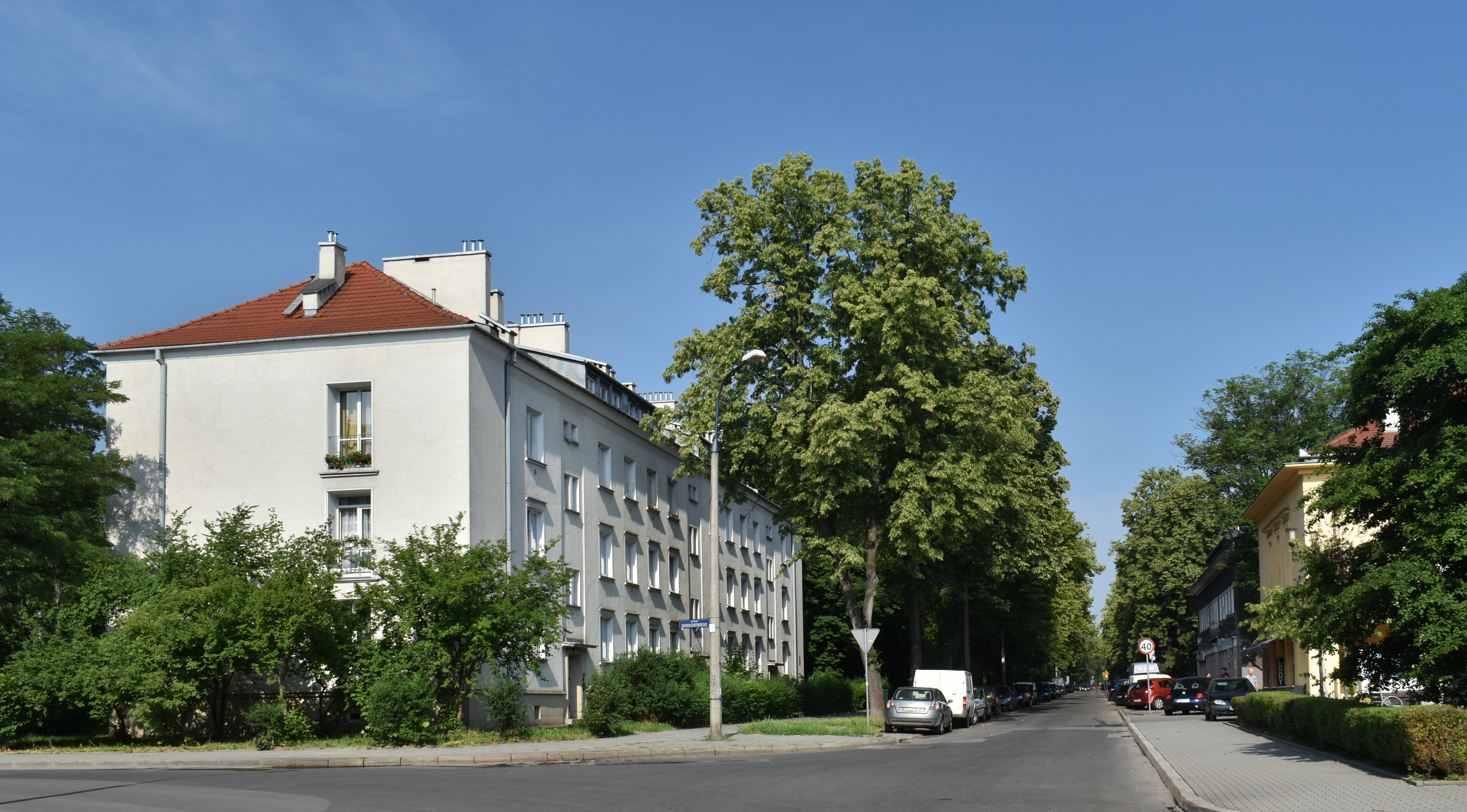
Pierwszy blok i pierwsza ulica Nowej Huty

### Osiedla
Osiedla „Starej Nowej Huty”
- Centrum A
- Centrum B
- Centrum C
- Centrum D
- Centrum E[a][6]
- Osiedle Wandy
- Osiedle Willowe
- Osiedle Młodości
- Osiedle Na Skarpie
- Osiedle Stalowe
- Osiedle Szkolne
- Osiedle Ogrodowe
- Osiedle Teatralne
- Osiedle Górali
- Osiedle Krakowiaków
- Osiedle Sportowe
- Osiedle Zgody
- Osiedle Szklane Domy
- Osiedle Urocze
- Osiedle Zielone
- Osiedle Słoneczne
- Osiedle Hutnicze
- Osiedle Handlowe
- Osiedle Kolorowe
- Osiedle Spółdzielcze

Pozostałe osiedla wzniesione do roku 1989
- Osiedle Na Stoku
- Osiedle Na Wzgórzach
- Osiedle Albertyńskie
- Osiedle Jagiellońskie
- Osiedle Kalinowe
- Osiedle Kazimierzowskie
- Osiedle Na Lotnisku
- Osiedle Strusia
- Osiedle Wysokie
- Osiedle Złotej Jesieni
- Osiedle Tysiąclecia
- Osiedle Złotego Wieku
- Osiedle Niepodległości
- Osiedle Bohaterów Września
- Osiedle Piastów
- Osiedle Przy Arce
- Osiedle Kościuszkowskie
- Osiedle Dywizjonu 303
- Osiedle 2 Pułku Lotniczego
- Osiedle Kombatantów
- Osiedle Mistrzejowice Nowe
- Osiedle Srebrnych Orłów
- Osiedle Oświecenia

Osiedla powstałe w wyniku włączenia zabudowy dawnych wsi podkrakowskich
- Osiedle Bieńczyce
- Osiedle Błonie
- Osiedle Branice
- Osiedle Chałupki
- Osiedle Cło
- Osiedle Czyżyny
- Osiedle Dłubnia
- Osiedle Górka Kościelnicka
- Osiedle Grębałów
- Osiedle Kantorowice
- Osiedle Kościelniki
- Osiedle Kujawy
- Osiedle Krzesławice
- Osiedle Lesisko
- Osiedle Lubocza
- Osiedle Łuczanowice
- Osiedle Łęg
- Osiedle Mogiła
- Osiedle Pleszów
- Osiedle Przylasek Rusiecki
- Osiedle Przylasek Wyciąski
- Osiedle Ruszcza
- Osiedle Wadów
- Osiedle Węgrzynowice
- Osiedle Wola Rusiecka
- Osiedle Wolica
- Osiedle Wróżenice
- Osiedle Wyciąże
- Osiedle Zesławice

Zbudowane po 1989
- Osiedle Eldorado
- Osiedle Rodzinne
- Osiedle Sołtysowska
- Osiedle Złotych Orłów

### Obiekty użyteczności publicznej
- Teatr Ludowy
- Kino Świt
- Kino Światowid w Krakowie
- Kino Sfinks
- Teatr Łaźnia Nowa
- Muzeum „Dzieje Nowej Huty” (oddział Muzeum Historycznego Miasta Krakowa)
- Muzeum Archeologiczne Oddział Nowa Huta, w Branicach
- Muzeum Czynu Zbrojnego
- Muzeum PRL-u
- Nowohuckie Centrum Kultury – „NCK”
- Ośrodek Kultury im. Norwida
- Restauracja „Błękitna Laguna”
- Restauracja „Stylowa”

### Świątynie
- Kościół rzymskokatolicki:

- kościół Najświętszego Serca Pana Jezusa i Krzyż Nowohucki na osiedlu Teatralnym, przy ul. Ludźmierskiej 2
- kościół Arka Pana w Bieńczycach
- kościół św. Maksymiliana Marii Kolbego w Mistrzejowicach
- kościół Matki Boskiej Częstochowskiej na Osiedlu Szklane Domy
- kościół św. Józefa na os. Kalinowym
- kościół św. Brata Alberta na os. Dywizjonu 303
- kościół Miłosierdzia Bożego na os. Na Wzgórzach 1a
- kościół Matki Bożej Nieustającej Pomocy na os. Bohaterów Września 33
- kościół Najświętszego Serca Pana Jezusa przy ul. Niewielkiej 1a, w Luboczy
- kościół Matki Bożej Pocieszenia przy ulicy Bulwarowej 15a
- kościół św. Stanisława Biskupa i Męczennika przy ul. Kantorowickiej 122, w Kantorowicach
- kościół św. Józefa Oblubieńca NMP przy ul. Dybowskiego, w Kościelnikach
- kościół Matki Boskiej Częstochowskiej i św. Maksymiliana Kolbego przy ul. Biwakowej, w Wolicy

- Zbór Kościoła Zielonoświątkowego na os. Willowym 29
- Dom Modlitwy Kościoła Adwentystów Dnia Siódmego na os. Teatralnym 24
- Świadkowie Jehowy:

- kompleks Sal Królestwa przy ul. Fatimskiej 63
- Sala Królestwa przy ul. Stare Wiślisko 51 A

### Pomniki

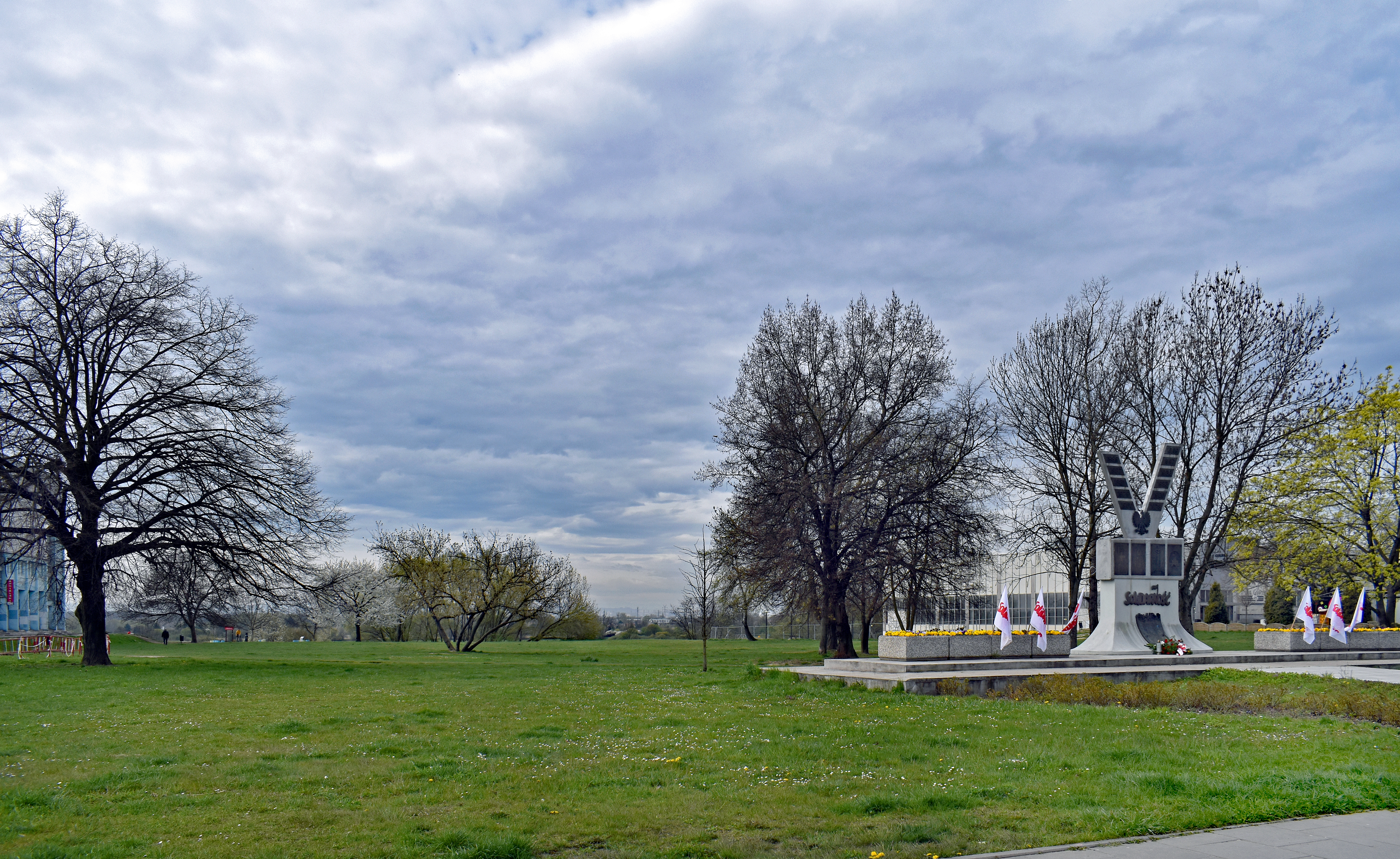
Skwer Budowniczych Nowej Huty i Pomnik Solidarności

- Pomnik Solidarności przy Placu Centralnym
- Pomnik Włodzimierza Lenina (stał w latach 1973–1989 w Alei Róż)
- Kmdr. por. Franciszka Dąbrowskiego przed wjazdem do Transbudu przy ul. Ujastek
- Władysława Sikorskiego (przed Technikum Mechanicznym)
- Pomnik Bogdana Włosika i innych ofiar Stanu Wojennego (przed Arką Pana)
- Jana Pawła II przed Opactwem Cystersów w Mogile
- Pomnik Jana Pawła II przed kościołem Arka Pana
- Jana Pawła II przed kościołem na osiedlu Tysiąclecia w Mistrzejowicach
- Jana Kochanowskiego na os. Złotego Wieku
- Pomnik Wojciecha Bogusławskiego przy ul. Wacława Sieroszewskiego
- Rozstrzelanych w Grębałowie na os. Na Wzgórzach przy ul. Kocmyrzowskiej
- Rozstrzelanych w Krzesławicach, przy ul. Wańkowicza
- Rozstrzelanych w Forcie Krzesławice
- Ks. Jerzego Popiełuszki przed kościołem na os. Szklane Domy
- Ks. Jerzego Popiełuszki przed Opactwem Cystersów w Mogile
- Prasy podziemnej okresu Stanu Wojennego przed kościołem na os. Szklane Domy
- 25-lecia Solidarności przed kościołem na os. Szklane Domy
- Pomnik Krzyża Nowohuckiego na osiedlu Teatralnym
- Stefana Żeromskiego przed szpitalem Jego imienia na osiedlu Na Skarpie

### Obiekty współczesne

#### Hotele
- Hotel Centrum ****
- Hotel Santorini ***
- Hotel Felix **
- Hotel Grand Felix **
- Hotel REST Nowa Huta
- Hotel ORIENT ****
- JB HOTEL *** (już nie istnieje)[22]
- Dworek Krakowski-Nowa huta
- Młodzieżowa Baza Noclegowa Nowa Huta
- PTTK – schronisko młodzieżowe kat. III – Nowa Huta
- Pensjonat Na Wzgórzach

## Sport i rekreacja

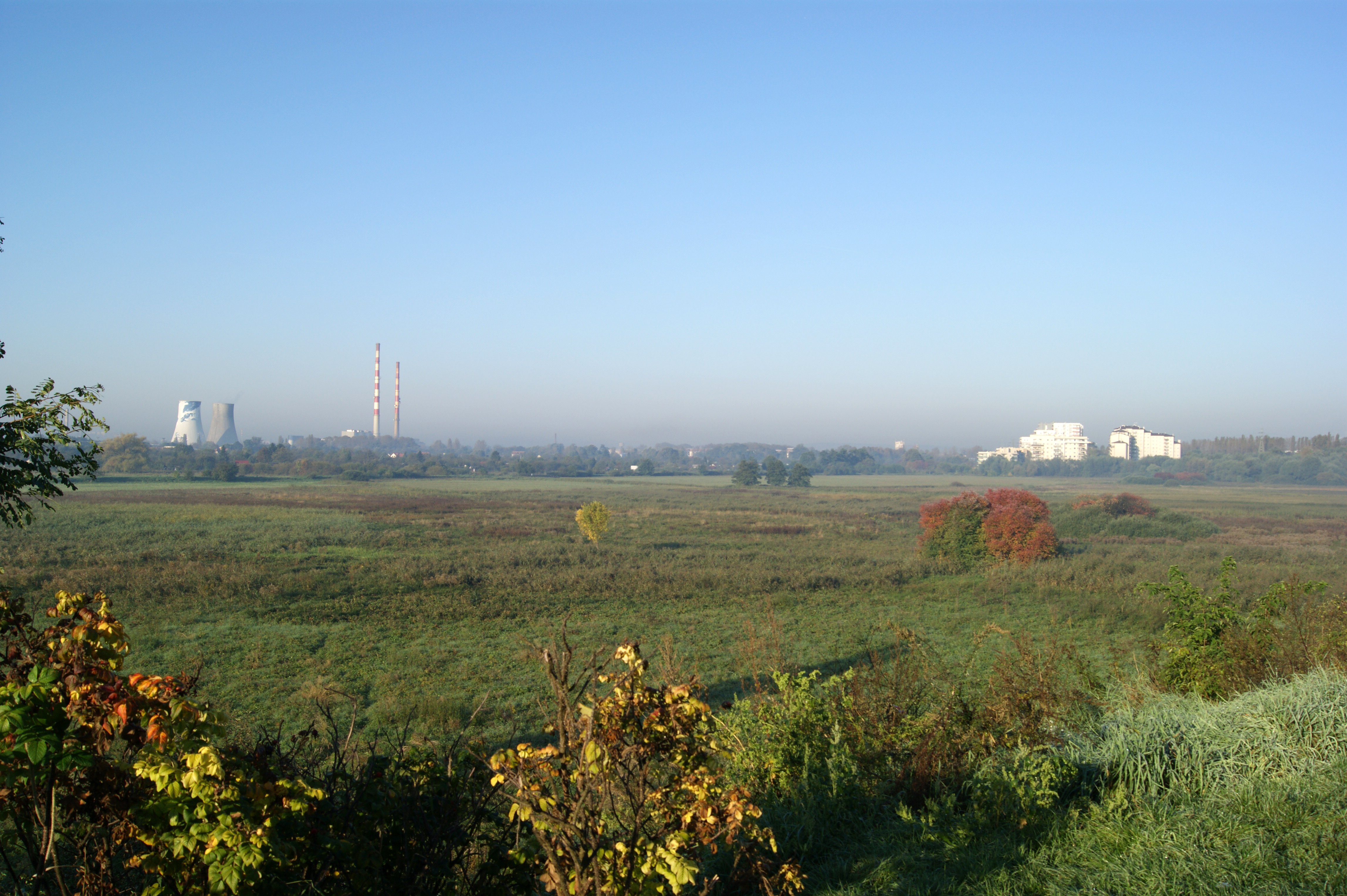
Łąki Nowohuckie

### Tereny rekreacyjne
- Zalew Nowohucki i Park nad Zalewem
- Zalew Zesławicki
- Łąki Nowohuckie
- Park Lotników Polskich
- Ogród Doświadczeń
- Park Ratuszowy w Krakowie
- Park Szwedzki w Krakowie
- Przylasek Rusiecki
- Planty Bieńczyckie
- Planty Mistrzejowickie
- Park Tysiąclecia (Kraków)
- Park Zielony Jar
- Fort 48 „Batowice”
- Fort pancerny pomocniczy 48a „Mistrzejowice”
- Fort 49 „Krzesławice”
- Park Wiśniowy Sad
- Park im. Stefana Żeromskiego
- Park gen. pil. Stanisława Skalskiego
- Park w Łuczanowicach
- Park Wadów
- Park przy ulicy Klasztornej
- Błonia mogilskie
- Lasek Krzesławicki
- Lasek Mogilski
- Lasek Łęgowski
- Basen OSiR Krakowianka

### Kluby sportowe na terenie dzielnicy
- UKS Sparta Volleyball Kraków
- Hutnik Nowa Huta
- Wanda Kraków
- Krakus Nowa Huta Kraków
- Sparta Nowa Huta Kraków
- Grębałowianka Kraków
- Polonia Kraków
- PKS Albertus Kraków
- Nowa Huta Rugby Klub Kraków
- AKS Czyżyny
- Zjednoczeni Złomex Branice
- LKS Błyskawica Wyciąże
- SKS Kusy Krakow
- Centrum Rozwoju Com-Com Zone
- UKS Grot Judo Kraków
- AZS AWF Kraków
- Yacht Klub Polski Kraków (d. Yacht Klub Budowlani)
- OKS Zgodzianka Nowa Huta

## Kultura

### Nowa Huta w literaturze
- „Poemat dla dorosłych” Adama Ważyka z 1955 roku
- „To też jest prawda o Nowej Hucie” – reportaż Ryszarda Kapuścińskiego, opublikowany 30 września 1955 roku
- Renata Radłowska Nowohucka telenowela  Wydawnictwo „Czarne”, ISBN 978-83-7536-053-0
- Juliusz Strachota Zakłady Nowego Człowieka
- Katarzyna Zechenter, 'Evolving Narratives in Post-War Polish Literature: The Case of Nowa Huta (1950–2005),The Slavonic and East European Review, Vol. 85, No. 4 (Oct., 2007), pp. 658-683.
- Hanna Sokołowska Kosa czyli ballada kryminalna o Nowej Hucie
- Hanna Sokołowska Koty czyli złap mnie w Nowej Hucie
- Adam Miklasz Ostatni Mecz, z 2012 roku
- Paweł Majka Dzielnica Obiecana – pierwsza polska powieść z uniwersum Metro 2033
- Elżbieta Łapczyńska, Bestiariusz nowohucki, Biuro Literackie, Stronie Śląskie 2020.

### Filmy nakręcone w Nowej Hucie

#### Pełnometrażowe
- Człowiek z marmuru Andrzeja Wajdy
- Pamięć Kazimierza Karabasza
- Zagubione uczucia Jerzego Zarzyckiego
- Przeprowadzka Jerzego Gruzy
- Bracia Karamazow Petra Zelenki
- Vinci Juliusza Machulskiego – fragment

#### Średniometrażowe
- Na środku czerwonego morza Agnieszki Dzieduszyckiej
- Orkiestra dęta Jerzego Ridana
- "Róg Marksa i Obrońców Krzyża" Jerzego Ridana
- Miasto gniewu i nadziei Tomasza Klimczaka
- Kapelan Tomasza Klimczaka
- Zabierz mnie stąd Igora Mołodeckiego
- Szczęściarze Tomasza Wolskiego
- Rouge Nowa Huta Blandine Huk i Frederic Cousseau
- Plan Słowomira Pstronga
- Miasto bez Boga Jerzego Petryckiego
- Labirynt pamięci Marcina Kapronia
- Good morning Lenin Konrada Szołajskiego
- "Architektura i urbanistyka Nowej Huty" Krzysztofa Ridana
- "Odwet" Krzysztofa Ridana

#### Krótkometrażowe
- Nic nowego Krzysztofa Klimca
- Boks dla vip-ów Krzysztofa Klimca
- Droga zmian Jacka Malkiewicza
- Triada nowohucka Anny Palkiewicz
- Wiesław Marka Marlikowskiego
- Romni znaczy dziewczyna Małgorzaty Kulisiewicz
- O Nowej to Hucie legenda Darii Woszek
- „Kierunek – Nowa Huta!” Andrzeja Munka

### Nowohuckie grupy muzyczne
- WU-HAE
- Yez Yez Yo

### Kabarety
- Formacja Chatelet

### Coroczne imprezy plenerowe
- Dni Nowej Huty
- Strawa pod Kopcem Wandy
- Nowohucki Festiwal Filmowy
- Tu gdzie śpiewał Jan Kiepura… – przystanek Kraków

## Osoby związane z Nową Hutą
Kryterium umieszczenia na tej liście danej postaci jest posiadanie przez nią biogramu w Wikipedii.

- Jerzy Ridan
- Piotr Ożański
- Józef Szajna
- Marian Sigmund
- Jerzy Fedorowicz
- Sławomir Shuty
- Marcin Wasilewski
- Mariusz Ziółko
- Bartosz Ziółko
- Marcin Cabaj
- Adam Grzanka
- Lidia Jazgar
- Adam Małczyk
- Maciej Miezian
- Michał Pazdan
- Ireneusz Raś
- Tomasz Fornal

architekci:
- Witold Cęckiewicz
- Janusz Ingarden
- Stanisław Juchnowicz
- Tadeusz Ptaszycki

fotografowie Nowej Huty:
- Adam Gryczyński
- Roman Wesołowski
- Wiktor Pental